# 9722 Levi-Montalcini
9722 Levi-Montalcini (tên chỉ định: 1981 EZ) là một tiểu hành tinh vành đai chính. Nó được phát hiện bởi Henri Debehogne và Giovanni de Sanctis ở Đài thiên văn La Silla ở Chile ngày 4 tháng 3 năm 1981. Nó được đặt theo tên the Nobel laureate Rita Levi-Montalcini.